# Електрометалург-НЗФ
«Електрометалург-НЗФ» — аматорський футбольний клуб з міста Нікополя Дніпропетровської області. Виступає у чемпіонаті Дніпропетровської області. Заснований у 1972 році під назвою «Колос».
Виступав у чемпіонатах СРСР 1975—1991, чемпіонатах України 1992—2005 (до сезону 2001/2002 команда грала у першій лізі, пізніше — у другій). 19 липня 2005 року рішенням Бюро ПФЛ команда позбавлена статусу професіоналів, виключена з ПФЛ.

## Історія

### Колишні назви
- «Колос» (1972—1992)
- «Металург» (1992—2001)
- «Електрометалург-НЗФ» (з 2001)

### Передісторія
Першим серйозним лідером нікопольського міського футболу була команда при колективі Південнотрубного заводу. З 1936 року команда носила назву «Сталь». До війни була постійною учасницею міських і обласних змагань. Пробувала свої сили в чемпіонаті УРСР серед колективів фізкультури.
З 1949 по 1961 рік команда іменувалася «Металург». Регулярно вела боротьбу за кубок УРСР і звання чемпіона, що давала право брати участь в чемпіонаті СРСР. Найближче до своєї мети «Металург» був в чемпіонаті УРСР серед КФК сезону 1958 року, коли в фінальному етапі став другим. Наступні кілька років формула проходження в чемпіонат СРСР спростилася і в 1961 році заводська команда пробивається в клас «Б». У перехідних іграх був пройдений «Хімік» (Дніпродзержинськ) — 0:0; 2:0.
Вперше команда з Нікополя з'явилася в чемпіонаті СРСР в 1962 році 14 квітня в місті Жовті Води під назвою «Трубник». За всі роки виступів у класі «Б» (1962—1970) найкращим досягненням команди було 4-е місце в першій українській зоні 1969 року. Після 1970 року команда майстрів в Нікополі припинила своє існування.

### «Колос»
14 листопада 1973 року по ініціативі першого секретаря райкому КПРС Володимира Івановича Остапченко при Нікопольському районному управлінні сільського господарства був заснований спортивний клуб «Колос». «Колос» представляв весь Нікопольський район, а не тільки районний центр. Клуб двічі ставав переможцем Кубка СРСР серед сільських команд, вигравав першість України серед виробничих колективів. Ставши в 1975 році чемпіонами України серед команд колективів фізкультури, клуб отримав статус команди майстрів і почав виступати в чемпіонатах СРСР. Уже через рік після дебюту «Колос» став бронзовим призером чемпіонату Української зони другої ліги 1977 року. Новий чемпіонат — і вже «срібло», а 1979 рік приносить «золото» і звання чемпіона України серед команд другої ліги.
«Колос» отримав право грати в Першій лізі, другому дивізіоні СРСР. У 1982 році «Колос» реально претендував на вихід до вищої ліги. За тур до фінішу нікопольці приймали на своєму полі головного конкурента — вільнюський «Жальгіріс». Після першого тайму господарі вели в рахунку 1:0, однак той матч завершився нічиєю, і сезон «Колос» закінчив третім та не зумів вийти до найвищого дивізіону.
Натомість у 1988 році «Колос» взагалі покинув Першу лігу та продовжив виступи у Другій.

### «Металург»
У національних чемпіонатах України футболісти з Нікополя стартували під назвою «Металург» в чемпіонаті першої ліги і двічі мали шанс піднятися в вищу лігу. У першому чемпіонаті вони фінішували другими після «Кривбасу», поступившись таким чином криворіжцям і путівкою до вищої ліги. У четвертому сезоні «Металург» знову перебував серед претендентів на підвищення в класі, і тоді також зупинився за крок від мети, пропустивши перед собою кіровоградську «Зірку-НІБАС» і бориспільський «ЦСКА-Борисфен».
Далі опікати клуб став Нікопольський завод феросплавів, що призвело до перейменування футбольного клубу в «Електрометалург-НЗФ». У сезоні 2001/02 команда опустилася в другу лігу.
У липні 2005 року на засіданні керівництва клубу було прийнято рішення про припинення виступів клубу в чемпіонатах України. 19 липня 2005 року рішенням Бюро ПФЛ команда виключена з ПФЛ.
З 2006 року «Електрометалург» став виступати на аматорському рівні. В аматорському чемпіонаті України 2006 року команда пройшла крізь сито відбіркових етапів, але у фінальній частині в своїй групі посіла останнє місце..
У чемпіонаті Дніпропетровської області команда тричі поспіль у 2007—2009 роках ставала срібним призером чемпіонату.

## Попередні емблеми клубу

Емблема ФК «Металург» (Нікополь) (1992 — 1998 рр.)
Емблема ФК «Металург» (Нікополь) після появи нового спонсора «НЗФ» (1998 — 2001, до липня)
Емблема ФК «Электрометаллург-НЗФ» (2001 — 2002, до липня)

## СРСР
Найбільше ігор у першій лізі провели:
- Георгій Колядюк — 284
- Сергій Кирієнко — 235
- Олексій Яковенко — 227[3]
- Володимир Гусак — 183[4]
- Сергій Казанков — 154[5]
- Анатолій Кудя — 142[6]
- Олександр Червоний — 125
- Борис Шуршин — 124
- Валерій Журавльов — 123[7]
- Микола Федоренко — 121
- Ігор Лук'янчук — 118[8]
- Володимир Сафроненко — 115
- Володимир Мукомелов — 108
- Володимир Нечаєв — 105
- Валерій Черних — 104
- Віктор Бульба — 96[9]
- Юрій Горячев — 79
- Володимир Устинов — 78
- Олександр Погорєлов — 75
- Олександр Приставка — 75[10]
- Сергій Ященко — 74[11]
- Євген Чижик — 73[12]
- Сергій Волкобой — 72[13]
- Валерій Притулін — 68[14]
- Валерій Паламарчук — 66
- Юрій Корюков — 63[15]
- Ігор Гімро — 61[16]
- Ігор Надєїн — 61
- Віктор Трегубов — 59[17]
- Олег Матковський — 58[18]
- Юрій Кошкін — 52[19]
- Олександр Хапсаліс — 52
- Віктор Шевченко — 51[20]

Найбільше ігор у чемпіонаті СРСР провели:
- Сергій Кирієнко — 361
- Георгій Колядюк — 360
- Віктор Бульба — 255
- Олексій Яковенко — 233
- Валерій Журавльов — 208
- Володимир Гусак — 183
- Володимир Сафроненко — 171
- Ігор Лук'янчук — 164
- Сергій Казанков — 154
- Ігор Литвиненко — 150[21]
- Дмитро Топчієв — 147
- Ігор Надєїн — 145
- Анатолій Кудя — 142
- Павло Басов — 139[22]
- Андрій Ділай — 137
- Сергій Ященко — 135
- Олег Сандул — 137[23]
- Сергій Бритченко — 125[24]
- Олександр Червоний — 125
- Борис Шуршин — 124
- Юрій Катеруша — 121[25]
- Микола Федоренко — 121
- Ігор Плотко — 120
- Володимир Мукомелов — 108
- Володимир Нечаєв — 105
- Валерій Черних — 104
- Ігор Гімро — 101
- Микола Пелипенко — 101[26]

Найвлучніші гравці клубу за сезонами:
| Сезон | Гравець                          | Голи       |
|       |                                  |            |
| 1976  | В'ячеслав Єгорович               | — 11 (Д-3) |
| 1977  | Павло Басов Валентин Прилепський | — 13 (Д-3) |
| 1978  | Павло Басов                      | — 14 (Д-3) |
| 1979  | Ігор Надєїн                      | — 12 (Д-3) |
| 1980  | Олександр Погорєлов              | — 19       |
| 1981  | Георгій Колядюк                  | — 11       |
| 1982  | Георгій Колядюк                  | — 26       |
| 1983  | Георгій Колядюк                  | — 17       |
| 1984  | Сергій Казанков Борис Шуршин     | — 13       |

| Сезон | Гравець                     | Голи       |
|       |                             |            |
| 1985  | Георгій Колядюк             | — 15       |
| 1986  | Юрій Горячев                | — 16       |
| 1987  | Микола Федоренко            | — 18       |
| 1988  | Микола Федоренко Ігор Гімро | — 6        |
| 1989  | Ігор Плотко                 | — 11 (Д-3) |
| 1990  | Валентин Стрижаков          | — 8 (Д-3)  |
| 1991  | Ігор Плотко                 | — 28 (Д-3) |

## Україна
Найвлучніші гравці клубу за сезонами:
| Сезон | Гравець                          | Голи |
|       |                                  |      |
| 1992  | Вадим Олійник                    | — 10 |
| 1993  | Вадим Олійник Микола Зайцев      | — 9  |
| 1994  | Олександр Омельчук               | — 9  |
| 1995  | Костянтин Бабич                  | — 12 |
| 1996  | Сергій Коваленко                 | — 12 |
| 1997  | Олександр Омельчук Юрій Катеруша | — 7  |
| 1998  | Вадим Олійник                    | — 13 |

| Сезон | Гравець                    | Голи       |
|       |                            |            |
| 1999  | Микола Ковальчук           | — 11       |
| 2000  | Самір Гасанов              | — 11       |
| 2001  | Вадим Олійник              | — 10       |
| 2002  | Костянтин Павлюченко       | — 6        |
| 2003  | Максим Боровков            | — 10 (Д-3) |
| 2004  | Денис Волк-Карачевський    | — 6 (Д-3)  |
| 2005  | Богдан Кобець Роман Трошин | — 5 (Д-3)  |

## Досягнення

### УРСР
Чемпіонат УРСР
- Чемпіон — 1979
- Срібний призер — 1978
- Бронзовий призер — 1977, 1991

## Склади команд-призерів
Бронзові призери першої ліги СРСР 1982 року: Сергій Кирієнко, Євген Грунін, Володимир Нечаєв, Анатолій Кудя, Володимир Устинов, Олександр Приставка, Валерій Черних, Володимир Мукомелов, Олексій Яковенко, Володимир Константинов, Володимир Шевчук, Георгій Колядюк, Сергій Казанков.
 Срібні призери групи Б першої ліги України 1992 року: Сергій Кирієнко, Вадим Олійник, Валерій Лумпов, Олег Сандул, Сергій Ходирєв, Олександр Кирюхін, Сергій Стародубець, Олександр Механошин, Олег Альошин, Анатолій Ткачук, Сергій Художилов, Віталій Єфимов, Віталій Пантілов, Михайло Безручко, Юрій Катеруша, Микола Зайцев, Олег Костіков, Ігор Литвиненко.
 Бронзові призери першої ліги України 1994—1995 років: Ігор Лизогуб, Олександр Рогожкін, Олександр Філіпченко, Микола Медін, Вадим Олійник, Сергій Шашкевич, Олексій Чирва, Олександр Дюльдін, Олександр Механошин, Руслан Потькало, Олег Сандул, Олександр Кирюхін, Олександр Омельчук, Ігор Литвиненко, Сергій Закарлюка, Ігор Єршов, Юрій Безуглий, Михайло Безручко, Сергій Луньов, Віталій Савран, Максим Мирний, Віктор Наторов, Валентин Дубина, Сергій Коваленко, Костянтин Бабич, Владислав Таранов, Євген Дмитрієв, Андрій Петров.

## Відомі футболісти
- Леонід Шмуц
- Микола Федоренко
- Олександр Хапсаліс
- Володимир Данилюк
- Георгій Колядюк
- Сергій Кирієнко
- Костянтин Бабич
- Сергій Закарлюка
- Микола Кудрицький
- Віктор Кузнецов
- Микола Медін
- Дмитро Топчієв